# Буйносов-Ростовский, Юрий Петрович
Князь Юрий Петрович Буйносов-Ростовский (ум. 1661) — русский боярин и воевода во времена правления Михаила Фёдоровича и Алексея Михайловича.
Из княжеского рода Буйносовы-Ростовские. Младший сын боярина Петра Ивановича, брат царицы Марии. Имел старшего брата, князя Ивана Петровича и трёх сестёр, княжон: Пелагея (ум. 1654) — жена А. Г. Долгорукова, Екатерина (в царицах Мария, ум. 1626) — жена царя Василия Шуйского и Мария (ум. 1628) — жена боярина князя И. М. Воротынского. В поколенной росписи поданной в 1682 году в Палату родословных дел записан с прозванием — «Кривой».

## Биография

### Служба Михаилу Фёдоровичу
Впервые упомянут в челобитной 1611 года, когда представители дворянского рода Колычевы, описывая в 1622 году потерю своей вотчины упоминают имя князя Юрия Петровича Буйносова, которому после указа Василия Шуйского о казни Ивана Фёдоровича Колычева, отошло поместье и вотчина ему — царскому шурину в Московском уезде и которое по указу короля Владислава IV должно было вернуться законным владетелям, но не отдано.
На службе упоминается с 1618 года, когда, в звании стольника, «смотрел в большой государев стол» в Троицын день и с тех пор неоднократно упоминается на различных государевых мероприятиях. В 1618 году местничал с В. А. Третьяковым-Головиным, который доказывал, что князья Буйносовы их «меньше». В 1619 году, во время нашествия королевича Владислава, был послан в Ярославль к князю Ивану Черкасскому с золотыми. В 1622 году имел должностной оклад в 60 рублей и поместный 700 четей. В 1625 году на бракосочетании царя с Марией Владимировной Долгоруковой был двенадцатым в свадебном поезде. В 1626 году воевода Большого полка в Туле. В 1627 году первый воевода в Астрахани, за «астраханские службы», его оклад повышен до 100 рублей. В 1634 году находился в Москве и упомянут при приёме послов и на именинах семьи Государя. По «крымским вестям» 10 марта 1637 года снова был назначен первым воеводой Большого полка в Тулу, откуда 1 октября того же года отпущен в Москву. В 1639 году послан первым воеводой в Вязьму, где и пробыл 1640 год. В 1642 году принимал участие в соборе, созванном по вопросу об удержании за Россией Азова, и в том же году был послан воеводой в Тулу для обороны русских границ от ожидавшегося нашествия татар. В марте этого же года присутствовал при постановлении патриархом Иосифа в Золотой палате.

### Служба Алексею Михайловичу
В 1645 году князь Юрий Петрович был послан во Владимир, Муром, Нижний Новгород и Казань и все его пригородки приводить жителей к присяге царю Алексею. В сентябре этого же года при коронации царя Алексея Михайловича, шёл тринадцатым перед Государём в Успенский собор и обратно во Теремной дворец, в декабре воевода в Рязани по «крымским вестям». В январе 1646 года велено ему быть в сходе с другими воеводами в Мценске, и идти против крымцев с бояриным и князем Трубецким, где участвовал в отражении татарского набега. В именины царя 17 марта 1646 года, Буйносов был пожалован из стольников сразу в бояре, а через несколько дней после этого, по «немецким вестям», отправлен двинским воеводой в Архангельск и Холмогоры, с войском в 1.800 стрельцов, где ему пришлось укреплять города, строить пороховые склады и вообще приготовляться к обороне, так как, вследствие натянутых отношений с Данией, ожидалось нападение датских войск на Архангельск. На время воеводства был дан царский указ о подчинении ему всех служилых людей.
В 1648 году Юрий Петрович вернулся из Архангельска, и в мае приглашён к государеву столу. В ноябре 1649 года был послан во Владимир и ближайшие к нему города разбирать дворян и детей боярских, давать им жалованье и «верстать новиков». В этом же году приглашался к столу Государя и патриарха Иосифа. В 1650 году он был назначен судьёй в Судно-владимирском приказе, а в 1651 году послан воеводой в Новгород на место Хилкова[уточнить], которым новгородцы были недовольны, и пробыл в Новгороде до 1655 года.
Умер в 1661 году.

## Семья
Женат дважды:
- Марья Дмитриевна[2][7] — дочь князя Дмитрия Петровича Пожарского[2].
- Ксения Ивановна[2] — дочь князя Ивана Васильевича Хилкова; в первом замужестве за Алексеем Никитичем Годуновым, в третьем замужестве за боярином Ильёй Даниловичем Милославским[2].

По родословной росписи показан бездетным.

## Критика
В «Истории родов русского дворянства» П. Н. Петрова показано, что князь Юрий Петрович умер в 1646 году на воеводстве в Архангельске, что неверно. В Боярской книге записан бояриным уже в 1640 (7148) году и в этой же должности упоминается в 1658 году.